# Slovenski etnografski muzej
Slovenski etnografski muzej je osrednji slovenski muzej na področju etnografije.
Prve zbirke so nastale že v okviru narodopisnega oddelka Kranjskega deželnega muzeja in so leta 1888, ko je bila zbirka prvič predstavljena javnosti, obsegale le skromen slovenski del, obsežnejši pa je bil neevropski del, za katerega so darovali predmete misijonarji Friderik Baraga, Ignacij Knoblehar, Franc Pirc, Janez Čebulj in pomorščaki.
Zametek samostojnega etnografskega muzeja je bila ustanovitev Etnografskega inštituta v stavbi Narodnega muzeja leta 1921. Upravnik inštituta in nato ravnatelj Kraljevega etnografskega muzeja, ki je nastal leta 1923 z ločitvijo od Narodnega muzeja Slovenije, je bil Niko Županič, prvi kustos od leta 1924 Stanko Vurnik. Leta 1941 se je muzej preimenoval v Etnografski muzej. 

## Po 2. svetovni vojni
Po vojni so terenske ekipe sistematično preučevale in dokumentirale gradivo o ljudski kulturi in življenju Slovencev na podeželju. Leta 1964 se je muzej še zadnjič preimenoval v Slovenski etnografski muzej. Zaradi pomanjkanja prostorov za stalno razstavo je bila temeljna usmeritev muzeja pripravljanje občasnih tematskih razstav. Posamezne zbirke so bile razstavljene v gradovih v okolici Ljubljane. 
Leta 1997 se je po dolgoletnih prizadevanjih za lastne prostore preselil v nekdanjo vojašnico JLA na Metelkovi ulici. Leta 2004 je muzej pridobil novo razstavno hišo in tudi preurejen zunanji muzejski prostor. Obnovo so zasnovali v biroju Groleger Arhitekti.

## Nagrade in priznanja
- 2007: Valvasorjevo priznanje za postavitev prvega dela stalne razstave Med naravo in kulturo[1]